# John Stafford (évêque)
Pour les articles homonymes, voir John Stafford.
John Stafford (mort le 25 mai 1452) est un homme d'État anglais et archevêque de Cantorbéry.

## Histoire
Stafford est le fils illégitime d'un châtelain de Wiltshire et doit demander la permission papale avant de devenir le recteur de Farmborough, le curé de Bathampton et prébendier de la cathédrale Saint-André de Wells. Il étudie à l'université d'Oxford.
Stafford est nommé Dean of Arches (en) en 1419 et sert l'archidiacre de Salisbury (Archdeacon of Sarum (en)) de 1419 à 1421. De 1423 à 1424, il est le doyen de Wells (dean of Wells). Stafford devient lord du Sceau privé sous Henri VI d'Angleterre en 1421 et Lord Trésorier l'année suivante en 1422. Il est Lord Chancelier d'Angleterre de 1432 à 1450.
Le 18 décembre 1424, le pape Martin V le fait l'évêque de Bath et Wells et il est consacré le 27 mai 1425. Le pape Eugène IV le fait l'archevêque de Cantorbéry en mai 1443, une position qu'il occupe jusqu'à sa mort le 25 mai 1452.